# Grallaria alticola
El tororoí leonado norteño (Grallaria alticola), también denominado gralaria de Boyacá, es una especie de ave paseriforme de la familia Grallariidae, perteneciente al numeroso género Grallaria. Es endémica de Colombia.

## Distribución y hábitat
Se distribuye en los Andes orientales de Colombia, desde el noreste de Santander hacia el sur hasta Cundinamarca).
Los hábitats naturales de esta especie son los bosques enanos y páramos, en las regiones donde predomina la vegetación no muy alta, hierbas y arbustos aislados, especialmente cerca de lagos y áreas pantanosas; con frecuencia se aventura en el abierto, inclusive con amplia luz diurna. Entre los 2200 y 4500 m de altitud, principalmente por arriba de los 2800 m.

## Sistemática

### Descripción original
La especie G. alticola fue descrita por primera vez por el ornitólogo estadounidense Walter Edmond Clyde Todd en 1919 bajo el mismo nombre científico; la localidad tipo es: «Lagunillas, Boyacá, Colombia».

### Etimología
El nombre genérico femenino «Grallaria» deriva del latín moderno «grallarius» que significa ‘que camina sobre zancos’; ‘zancudo’; y el nombre de la especie «alticola», se compone de la palabras del latín «altus» que significa ‘alto’; y «cola, colere» que significa ‘habitante’.

### Taxonomía
La presente especie y el totoroí leonado sureño (Grallaria atuensis) eran tratadas como subespecies del tororoí leonado (Grallaria quitensis), pero las clasificaciones Aves del Mundo (HBW) y Birdlife International (BLI) ya las consideraban especies separadas, con base en diferencias morfológicas, de plumaje y vocales, lo que fue reconocido más recientemente por otras clasificaciones. Es monotípica. 
Las principales diferencias apuntadas por HBW para justificar la separación de G. quitensis son: el tamaño ligeramente menor con el pico claramente menor; las partes superiores más pardas, menos oliváceas; la vocalización es distintiva, el canto tiene cuatro notas con pausas cortas entre las últimas tres notas y  no tres notas, resultando en una frase rítmica, y alcanzando una frecuencia general más baja que G. quitensis y una frecuencia máxima más baja que G. atuensis; en experimentos de «playback», la presente especie y G. quitensis no respondieron a los cantos de las otras especies del complejo. G. atuensis se diferencia porque  tiene una coloración general más oscura y un característico moteado blanco por abajo; y un llamado muy diferente (un comienzo largo y espinoso seguido de un silbido arrastrado versus un comienzo modulado seguido de un silbido arrastrado en G. quitensis, y un silbido arrastrado suave en la presente, con una gama de frecuencias menor, frecuencia máxima menor y duración más larga de las notas.